# Gerichtsbezirk Neunkirchen

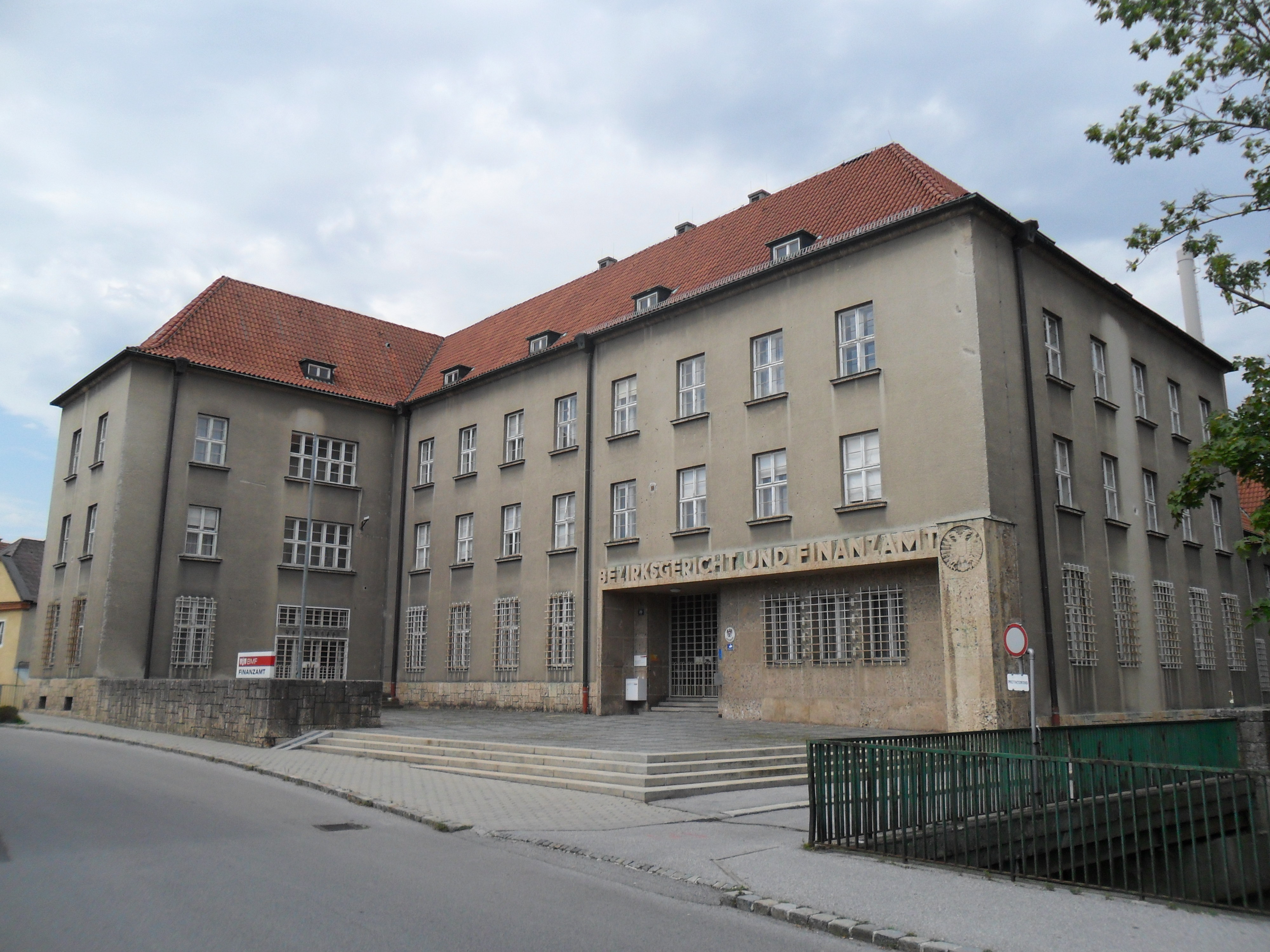
Bezirksgericht und ehemaliges Finanzamt Neunkirchen

Der Gerichtsbezirk Neunkirchen ist einer von 24 Gerichtsbezirken in Niederösterreich und deckungsgleich mit dem Bezirk Neunkirchen. Der übergeordnete Gerichtshof ist das Landesgericht Wiener Neustadt.

## Gemeinden
Einwohner: Stand 1. Jänner 2024

### Städte
- Gloggnitz (5828)
- Neunkirchen (12.894)
- Ternitz (14.753)

### Marktgemeinden
- Aspang-Markt (1822)
- Edlitz (891)
- Grafenbach-St. Valentin (2337)
- Grimmenstein (1296)
- Grünbach am Schneeberg (1628)
- Kirchberg am Wechsel (2536)
- Mönichkirchen (636)
- Payerbach (2073)
- Pitten (2938)
- Puchberg am Schneeberg (2729)
- Reichenau an der Rax (2566)
- Scheiblingkirchen-Thernberg (1927)
- Schottwien (662)
- Schwarzau im Gebirge (625)
- Warth (1555)
- Wartmannstetten (1610)
- Wimpassing im Schwarzatale (1612)

### Gemeinden
- Altendorf (362)
- Aspangberg-St. Peter (1877)
- Breitenau (1559)
- Breitenstein (283)
- Buchbach (358)
- Bürg-Vöstenhof (160)
- Enzenreith (1959)
- Feistritz am Wechsel (1031)
- Höflein an der Hohen Wand (894)
- Natschbach-Loipersbach (1740)
- Otterthal (543)
- Prigglitz (432)
- Raach am Hochgebirge (326)
- St. Corona am Wechsel (383)
- St. Egyden am Steinfeld (2200)
- Schrattenbach (393)
- Schwarzau am Steinfeld (2127)
- Seebenstein (1492)
- Semmering (605)
- Thomasberg (1231)
- Trattenbach (519)
- Willendorf (974)
- Würflach (1630)
- Zöbern (1381)

## Geschichte
Der Gerichtsbezirk Neunkirchen deckt territorial den Bezirk Neunkirchen ab. Am 1. Juli 2002 wurde der Gerichtsbezirk Aspang aufgelassen und der Gerichtsbezirk Neunkirchen wurde um die Gemeinden Aspang-Markt, Aspangberg-St. Peter, Edlitz, Grimmenstein, Mönichkirchen, Thomasberg und Zöbern erweitert. Am 1. Jänner 2014 wurde der Gerichtsbezirk Gloggnitz aufgelöst und die Gemeinden dem Gerichtsbezirk Neunkirchen zugewiesen.